# Antonio Alessandrini
Antonio Alessandrini (Bologna, 30 luglio 1786 – Bologna, 6 aprile 1861) è stato un medico e veterinario italiano.

## Biografia
Laureato in Medicina presso l'Università degli Studi di Bologna il 7 giugno 1809, ottenne il dottorato in Chirurgia il 10 giugno 1811.
Il 18 ottobre 1824 venne nominato professore ordinario di Anatomia comparata e Veterinaria allo Studium bolognese.
Fu eletto membro dell'Accademia dei XL nel 1838. Il 12 gennaio 1851 divenne socio dell'Accademia delle scienze di Torino.
Autore di numerose pubblicazioni, fu soprattutto autore di importanti studi sul ciclo vitale delle filarie.
Raccolse un'imponente biblioteca, che lasciò alla Biblioteca Municipale di Bologna. Inoltre, un suo braccio (amputato mentre era in vita a causa di una gangrena) è conservato presso la Collezione di Anatomia Comparata del Sistema Museale dell'Università di Bologna.

## Scritti

### In lingua latina
- Antonii Alessandrini, De piscium apparatu respirationis tum speciatimo Orthragorisci (Orthragoriscus Alexandrini Ranzani), Bononiae: ex typographaeo Emygidii ab Ulmo et Iosephi Tiocchi, 1838
- Antonii Alessandrini, Descriptio anatomica humani fetus bicorporei-monocephali et cerebro carentis, Bononiae: ex typographaeo Hemigidii Dall'Olmo et Josephi Tiocchi. Estratto da: Novi commentarii Academiae scientiarum Instituti bononiensis, tomo 2.
- Antonii Alessandrini, Descriptio veri pancreatis gladularis et parenchymatosi in accipensere et in esoce reperti, Boniae: ex typographaeo Hemygidii Dall'Olmo et Josephi Tiocchi, Estratto da: Novi commentarii Academiae scientirum Instituti bononiensis, tomo 2.
- Antonii Alessandrini Observationes super intima branchiarum structura piscium cartilagineorum, Bononiae: ex officina Emygidii ab Ulmo , 1840.
- Antonii Alessandrini, Apparatus branchiarum heterobranchi anguillaris heterobranchus anguillaris geoff. Silurus anguillaris linnaei, Bononiae: ex officina Emygdii ab Ulmo, 1841
- Antonii Alessandrini, De anatome pathologica comparata tum speciatim de ejus ad ossea sjstemata applicatione, Bononiae: ex officina Emygdii ab Ulmo, 1841
- Antonii Alessandrini, De piscium apparatu respirationis tum speciatim orthragorisci / Antonii Alessandrini, Bononiae: ex typographaeo Emygdii ab Ulmo et Iosephi Tiocchi, 1838
- Antonii Alessandrini, De testudinis caouanae larynge / Antonii Alessandrini, Bononiae: ex officina Emygdii ab Ulmo et Iosephi Tiocchi, 1834
- Antonii Alessandrini, De testudinum lingua atque osse hyoideo / Antonii Alessandrini, Bononiae: ex typographeo Emygdii ab Ulmo et Iosephi Tiocchi, 1832
- Antonii Alessandrini, Descriptio anatomica humani fetus bicorporei-monocephali et cerebro carentis, Bononiae: ex typographeo Hemigdii dall'Olmo et Josephi Tiocchi, 1835
- Antonii Alessandrini, Descriptio veri pancreatis glandularis et parenchymatosi in accipensere et in esoce reperti, Bononiae: ex typographeo Hemigdii dall'Olmo et Josephi Tiocchi, 1835
- Antonii Alessandrini, Observationes super intima branchiarum structura piscium cartilagineorum, Bononiae: ex officina Emygdii ab Ulmo, 1840
- Antonii Alessandrini de testudinum lingua atque osse hyoideo, Bononiae: Ex typographeo Emygdii ab Ulmo et Iosephi Tiocchi, 1832

### In lingua italiana
- Antonio Alessandrini, Catalogo degli oggetti e preparati più interessanti del Gabinetto d'anatomia comparata della Pontificia Universita di Bologna dalla sua fondazione all'ottobre 1852 del professore Antonio Alessandrini, Bologna: tipografia Sassi nelle Spaderie, 1854
- Antonio Alessandrini, Cenni sulla storia e sulla notomia della testuggine coriacea marina, S.L., S.N., 1841
- Antonio Alessandrini, Descrizione dei preparati più interessanti d'anatomia patologica esistenti nel Gabinetto d'anatomia comparata dell'Universita di Bologna: memoria I letta nella sessione delli 9 dicembre 1858, Bologna, 1860
- Antonio Alessandrini, Descrizione dei preparati più interessanti d'anatomia patologica esistenti nel Gabinetto d'anatomia comparata dell'Universita di Bologna: memoria II letta nella sessione dei 15 marzo 1860, Bologna, 1861
- Antonio Alessandrini, Descrizione dei preparati più interessanti d'anatomia patologica esistenti nel Gabinetto d'anatomia comparata dell'Universita di Bologna: memoria III letta nella sessione del 10 gennaio 1861, Bologna, 1862
- Antonio Alessandrini, Descrizione di un vitello mostruoso mancante di porzione del midollo spinale, Bologna: tip. Marsigli, 1829
- Antonio Alessandrini, Elenco degli scritti del principe di Musignano Don Carlo Luciano Bonaparte, Estr. da: Nuovi annali delle scienze naturali, fasc. 9
- Antonio Alessandrini, Illustrazione di uno scheletro di foca: memoria letta all'Accademia delle scienze dell'istituto di Bologna nella sessione del 12 aprile 1850, Estr. da: Memorie della R. Accademia delle scienze dell'Istituto di Bologna, t. II, Bologna, 1850
- Antonio Alessandrini, Nota ad alcune osservazioni critiche dei signori Dumeril e Bibron, Bologna, 1845
- Antonio Alessandrini, Notizie storiche sugli studi e sugli scritti del professore Gaetano Gandolfi, Bologna: tip. della Volpe e del Nobili, 1840
- Antonio Alessandrini, Osservazioni su gl'inviluppi del feto della Phoca bicolor, Bologna: s. n., 1838
- Antonio Alessandrini, Osservazioni su gl'inviluppi del feto della Phoca bicolor, Bologna, s. n., post 1819
- Antonio Alessandrini, Regolamento pel Gabinetto privato di lettura della Società medico-chirurgica di Bologna: sanzionato dall'Eminentissimo Arcicancelliere di questa Pontificia Universita con suo decreto del 25 aprile 1837, Bologna, 1837
- Antonio Alessandrini, Su le ossa dei bruti e singolarmente quelle del cavallo fratturate possano riunirsi e formare callo durevole etc., Bologna, 1837
- Commissione provinciale di Sanità <di Bologna>, Breve istruzione intorno alla malattia cholera morbus, Bologna: Stamperia governativa Sassi, 1831